# (5346) Benedetti
Pour les articles homonymes, voir Benedetti.
(5346) Benedetti est un astéroïde de la ceinture principale.

## Description
(5346) Benedetti est un astéroïde de la ceinture principale. Il fut découvert le 24 août 1981 à La Silla par Henri Debehogne. Il présente une orbite caractérisée par un demi-grand axe de 3,14 UA, une excentricité de 0,18 et une inclinaison de 2,4° par rapport à l'écliptique.

## Compléments